# Escarapela de Chile

Actual escarapela de Chile.

La escarapela de Chile, o cucarda, es la insignia mediante la cual las fuerzas militares del país se han identificado por siglos. La escarapela actual, originalmente de tela, posee una estrella de plata sobre un centro azul turquí, rodeado por una faja blanca y una exterior roja. Formó parte de los emblemas nacionales de Chile hasta 1980.

## Historia

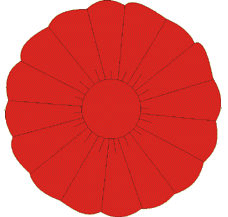
Escarapela encarnada del Imperio español.

Escarapela utilizada durante la Patria Vieja (1812-1814)

Entre 1601 y 1810, durante el periodo colonial de Chile, el ejército y sus oficiales llevaban en sus sombreros la escarapela encarnada (roja) de España.
En 1812, durante la llamada Patria Vieja (1810-1814), el uso de la escarapela española fue interrumpido cuando la Junta patriota de José Miguel Carrera ordenó que tanto los funcionarios públicos como las fuerzas armadas del país se identificaran a partir de entonces con la escarapela tricolor. Este símbolo estaba basado en la Primera Bandera de Chile y sus colores eran el blanco, el azul y el amarillo, los que simbolizaban, según fray Camilo Henríquez, los poderes del Estado: la majestad popular, la ley y la fuerza. Con esta escarapela, el Ejército Restaurador de los patriotas luchó contra los realistas al estallar la Guerra de independencia de Chile en 1813.
Luego del Tratado de Lircay (1814, tregua entre patriotas y realistas), los símbolos independentistas del gobierno de Carrera (bandera, escarapela y escudo nacional) fueron declarados ilegales y reemplazados por los españoles. Sin embargo, las enseñas de la Patria Vieja volverían a ser adoptadas con el regreso de Carrera al gobierno, empero serían permanentemente abandonadas luego de la victoria realista en Rancagua, la desintegración del Ejército Restaurador en Mendoza y la separación del general Carrera de los mandos militar y político de Chile. A su vez, en Chile se inició el periodo conocido como Reconquista, donde se restablecieron la escarapela y otros símbolos del Imperio español.

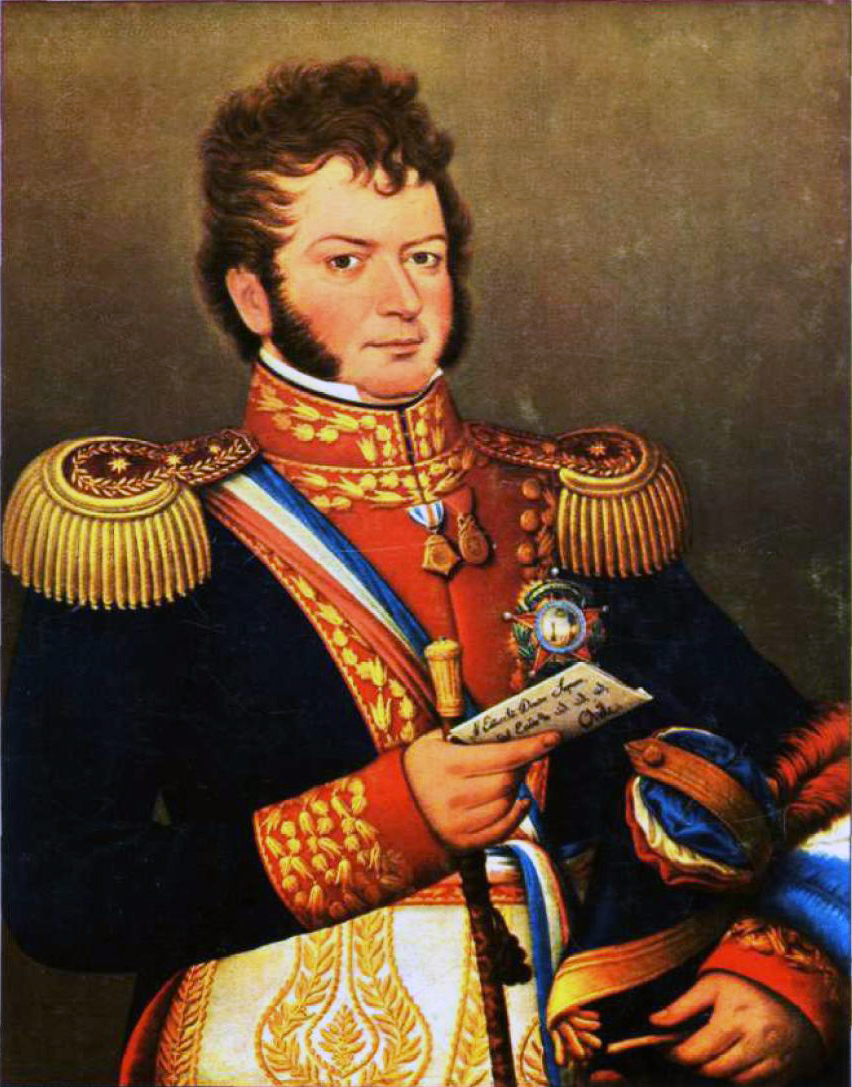
Retrato de Bernardo O'Higgins con escarapela en su bicornio (sombrero).

Luego de la victoria del Ejército Libertador en la batalla de Chacabuco en febrero de 1817, y de la liberación de las provincias de Coquimbo y Santiago, donde se reinstauró el gobierno patriota, se creó una nueva escarapela.[cita requerida] Ésta estaba basada en la llamada bandera de la Transición, de la cual surgiría la bandera actual de Chile, y sus colores (desde el exterior al interior) eran el rojo, el blanco y el azul. De acuerdo a algunas versiones, el cambio del color amarillo por el rojo simbolizaba la sangre derramada en el desastre de Rancagua, mientras que otros sostienen que los colores se remontan a los versos de Alonso de Ercilla y su descripción de las insignias con que los mapuches lucharon contra los conquistadores españoles.
La escarapela rojo-blanco-azul fue la insignia de soldados y oficiales del Ejército de Chile durante el resto de la Guerra de Independencia (Guerra a Muerte, Toma de Valdivia y Toma de Chiloé), la Expedición Libertadora del Perú, la Guerra Civil de 1829-1830 y la Guerra contra la Confederación Perú-Boliviana. Durante la segunda mitad del siglo XIX, el estilo francés que el Ejército de Chile seguía elimina las escarapelas con un nuevo modelo de gorra más simple para los soldados; sin embargo, para los trajes de gala en las paradas militares todavía se incluiría la escarapela.
Luego de la prusianización del Ejército chileno, a fines del siglo XIX y principios del XX, se readoptó la escarapela en la forma de una pequeña insignia metálica en las gorras de los uniformados de las fuerzas armadas, Carabineros y Gendarmería. Además, durante principios del siglo XX, se añadió una estrella en el centro azul de la cucarda para un mayor correlación con la bandera.

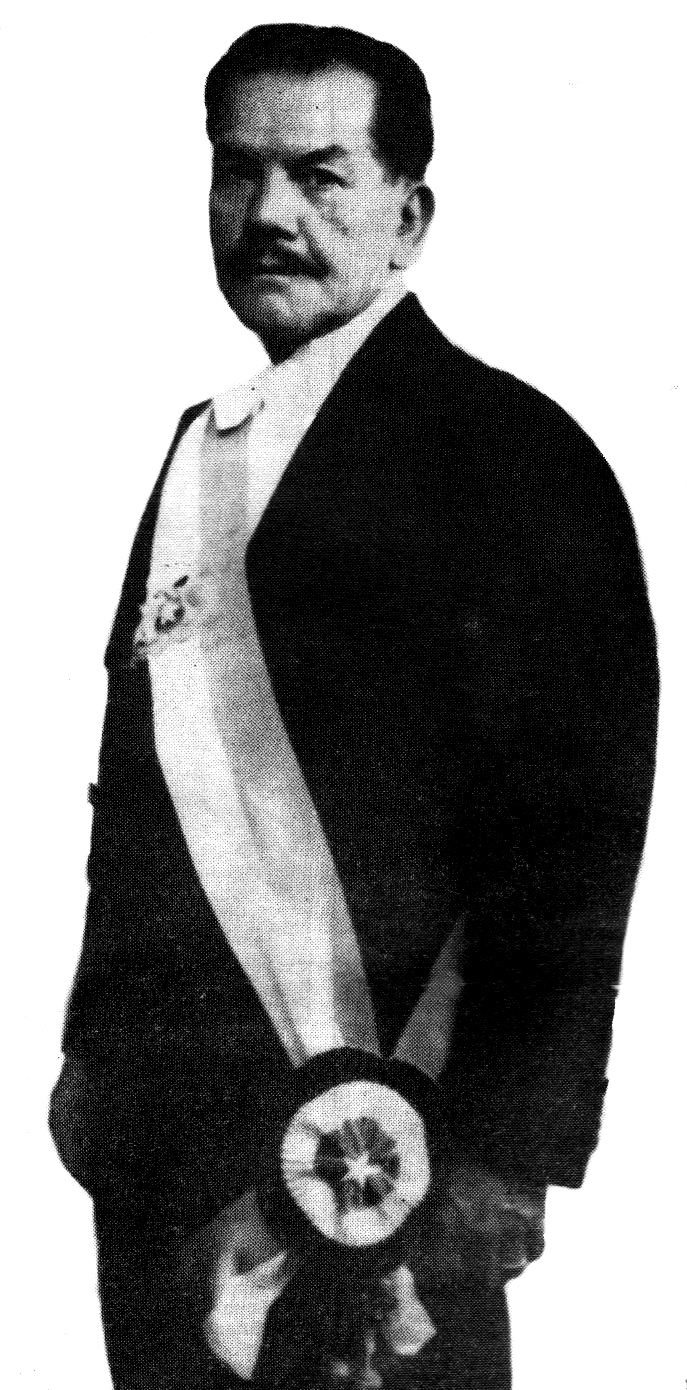
Fotografía de Pedro Aguirre Cerda, portando una escarapela al final de la banda presidencial.

Los presidentes Pedro Aguirre Cerda, Gabriel González Videla y Carlos Ibáñez del Campo, este último durante su segundo mandato, portaron en la parte inferior de sus bandas presidenciales grandes escarapelas con estrella.
El decreto 1534 del 12 de diciembre de 1967 del Ministerio del Interior, durante el gobierno del presidente Eduardo Frei Montalva, determinó los emblemas nacionales del país y reglamentó su uso, refundiendo y sistematizando diversas normas legales y reglamentarias sobre la materia. Su artículo 1.° establecía que los emblemas nacionales eran «el Escudo de Armas de la República, la Bandera Nacional, la Escarapela de Chile y el Estandarte Presidencial o Bandera Nacional Presidencial». Posteriormente, la escarapela perdió esta condición con la redacción de la Constitución Política de la República de Chile de 1980, y sus consecuentes modificaciones, donde en su artículo 2.° se establece que «son emblemas nacionales la bandera nacional, el escudo de armas de la República y el himno nacional».
Durante la Dictadura Militar del general Augusto Pinochet (1973-1990), se conformó un partido político de derecha nacionalista llamado Avanzada Nacional, el cual utilizó como emblema la escarapela nacional con las letras «AN» en el centro de la estrella.
También inspirado en la escarapela de Chile es el emblema del Partido Republicano, fundado en 2019.[cita requerida]